# Толманская
Толманская — река на Камчатке. Протекает по территории Мильковского района Камчатского края России.
Длина реки — 10 км. Впадает в Кавычу справа на расстоянии 60 км от её устья.
Протекает через озеро Зеркальное на высоте 532 м над уровнем моря. Имеет левый приток — ручей Мраморный. Высота устья над уровнем моря — 383 м.

## Данные водного реестра
По данным государственного водного реестра России относится к Анадыро-Колымскому бассейновому округу.
Код водного объекта 19070000112120000013123.